# 異旋目
異旋目（Heterostropha），又名肠扭目（ Bartsch, 1916），原是分類學上海螺一個基於其动物形态学的目級腹足綱軟體動物分類，在1997年的腹足綱分類表屬於異鰓總目，與後鰓目（Opisthobranchia）及有肺目並列。但在目前最常見的分類學分類《布歇特和洛克羅伊的腹足類分類 (2005年)》中，這些物種大多數屬於「下異鰓類」非正式群組的「總科地位未定」分類。隨著支序親緣學的發展，多個原屬本目的物種都已被重新分類到泛有肺類支序及直神經類支序 ；餘下的科大多數都成為獨自一個總科。現時本目基本上只用於尖塔螺科的物種。
本目過往所屬的軟體動物擁有異旋殼（heterostrophic，亦作conispiral），意思就是這些物種的殼胚（protoconch）的旋轉方向跟整個螺殼成長時的旋轉方向相反。
異旋目的科在過往曾被分類為後鰓目。

## 分類
根據ITIS，異旋目包括有十個科，分屬六個總科。連同後來發現的Xylodisculidae科，這11個科的關係如下：
- 车轮螺总科 Architectonicoidea J.E. Gray, 1850
  - 车轮螺科 Architectonicidae J.E. Gray, 1850
  - † Amphitomariidae Bandel, 1994
  - † Cassianaxidae Bandel, 1996
- † Nerineoidea Zittel, 1873
- Omalogyroidea G.O. Sars, 1878
  - Family Omalogyridae P. Fischer, 1885
- 尖塔螺总科 Pyramidelloidea J.E. Gray, 1840
  - 尖塔螺科 Pyramidellidae J.E. Gray, 1840
- Rissoelloidea J.E. Gray, 1850
  - Family Rissoellidae Gray, 1850
- Valvatoidea J.E. Gray, 1840
  - Cornirostridae科 Ponder, 1990
  - Hyalogyrinidae科 Warén & Bouchet, 1993[6][7]
  - † Provalvatidae科 Bandel, 1991[8]
  - Valvatidae科 Gray, 1840
  - Xylodisculidae科 Warén, 1992[9][10]

：
- - 捻螺科 Acteonidae Orbigny, 1842：頭楯目[11]
  - Family	Amathinidae
  - Family	Ebalidae
  - Family	Mathildidae Dall, 1889

## 參看
- 下異鰓類